# Járabánya
Járabánya, más néven Kisbánya (románul Băișoara, németül Kleingrub) település Romániában, Kolozs megyében, az azonos nevű község központja.

## Fekvése
Kolozsvártól délnyugatra 50 km, Tordától nyugati irányban szintén 50 km távolságra, 1200-1500 méter magasan a Gyalui-havasok keleti lábánál a Jára patak völgyében fekszik. A község közigazgatási területén található Bányahavas (Muntele Băișorii), más néven Kisbányahavas vagy Kisbánya, amely a megye kedvelt üdülőhelye, sícentruma. A sajtóban és a köznyelvben a Kisbánya név gyakran csak a sípályára és környékére vonatkozik. A síszezon decembertől márciusig tart, a sípálya 1,2 km hosszú.

## Története
A községtől nyugatra található Ércpatak völgyében római kori aranybányász település nyomait tárták fel. (A leletek a nagyenyedi múzeumban találhatók.) A község első említése 1426-ból származik.
1764-ben Hadik András, Erdély főhadiparancsnoka és a Gubernium vezetője szakértőkkel végeztetett vizsgálat után újranyittatta a bányát.
1945 után Diamandi repülőszázados a környékbeli hegyek között szervezett fegyveres ellenállást a kommunista hatalom ellen. Csoportját 1949. szeptember 12-13-án számolták fel.